# Distrito de Osnabrück
El Distrito de Osnabrück (en alemán: Landkreis Osnabrück) es un distrito alemán ubicado al suroeste del estado federal de Baja Sajonia. Con sus 2.121 km² es el segundo distrito (Landkreis) en superficie dentro de Baja Sajonia y es casi tan grande como el estado federado del Sarre. Se compone en la actualidad de 34 municipios, poblados en un rango que va entre los 7000 hasta los 45.000 Habitantes. En el año 1972 el distrito surgió de los municipios de los antiguos distritos de Bersenbrück, Melle, Wittlage y Osnabrück.

## Localización
El distrito de Osnabrück limita al norte con los distritos de Cloppenburg y Vechta, al este igualmente con Diepholz, Minden-Lübbecke y Herford, al sur con los distritos de Gütersloh y Warendorf y al oeste con Steinfurt y Emsland. La capital homónima del distrito se ubica en el centro-oeste del mismo. Siendo una ciudad independiente o autónoma la capital no forma parte del distrito.

## Historia
El distrito estuvo ligado al obispado de Osnabrück hasta 1803, en el periodo comprendido entre los años 1806–1810 fue adscrito a Prusia en 1810–1815 fue parte del imperio francés, y tras 1815 regresó de nuevo al reino de Hannover. La composición actual del distrito se formó el 1 de julio de 1972.

## Composición territorial del distrito
La composición territorial de Osnabrück es la indicada a continuación con el número de habitantes censados a 30 de junio de 2005:

### Municipios y ciudades
| 1. Bad Essen (15.779) 2. Bad Iburg, Ciudad (11.652) 3. Bad Laer (9.193) 4. Bad Rothenfelde (7.251) 5. Belm (13.906) 6. Bissendorf (14.404) 7. Bohmte (13.283) 8. Bramsche, Ciudad, municipio independiente (30.916) 9. Dissen am Teutoburger Wald, Ciudad (9.420) | 1. Georgsmarienhütte, Ciudad, municipio independiente (32.554) 2. Glandorf (6.834) 3. Hagen am Teutoburger Wald (14.269) 4. Hasbergen (11.108) 5. Hilter am Teutoburger Wald (10.154) 6. Melle, Ciudad, municipio independiente (46.494) 7. Ostercappeln (9.700) 8. Wallenhorst (24.157) |

### Agrupaciones intercomunales
| - 1. Samtgemeinde Artland (23.023) 1. Badbergen (4.608) 2. Menslage (2.574) 3. Nortrup (3.045) 4. Quakenbrück, Ciudad * (12.796) - 2. Samtgemeinde Bersenbrück (28.234) 1. Alfhausen (3.844) 2. Ankum (7.314) 3. Bersenbrück, Ciudad * (7.870) 4. Eggermühlen (1.822) 5. Gehrde (2.457) 6. Kettenkamp (1.707) 7. Rieste (3.220) | - 3. Samtgemeinde Fürstenau (16.842) 1. Berge (3.734) 2. Bippen (3.054) 3. Fürstenau, Ciudad * (10.054) - 4. Samtgemeinde Neuenkirchen (10.562) 1. Merzen (4.130) 2. Neuenkirchen * (4.600) 3. Voltlage (1.832) |

## Regiones
1. Artland
2. Grönegau
3. Distrito de Wittlage